# Oxygonatium huxleyi
Oxygonatium huxleyi är en insektsart som beskrevs av David R. Ragge 1980. Oxygonatium huxleyi ingår i släktet Oxygonatium och familjen vårtbitare. Inga underarter finns listade i Catalogue of Life.